# Michał Hieronim Starzeński
 (mai 2021).
Si vous disposez d'ouvrages ou d'articles de référence ou si vous connaissez des sites web de qualité traitant du thème abordé ici, merci de compléter l'article en donnant les références utiles à sa vérifiabilité et en les liant à la section « Notes et références ».
Michał Hieronim Starzeński (Varsovie, 29 septembre 1757 - Olejów, 16 octobre 1823) est un noble et écrivain polonais.

## Biographie
Il fut Comte, staroste de Brańsk, organisateur de l'administration dans la province de Białystok et le pays de Tarnopol et maréchal de la noblesse polonaise de Białystok en 1810-1811.
Il a participé à l’Insurrection de Kościuszko.

## Œuvres
Il est l’auteur de Mémoires rédigées en français, traduites et publiées en polonais en 1914 (Na schyłku dni Rzeczypospolitej : kartki z pamiętnika Michała Starzeńskiego (1757-1795)).